# Anders Borg
Anders Erik Borg (ur. 11 stycznia 1968 w Sztokholmie) – szwedzki polityk i ekonomista, od 2006 do 2014 minister finansów w rządzie Fredrika Reinfeldta.

## Życiorys
W szkole średniej przystąpił do organizacji młodzieżowej przy Umiarkowanej Partii Koalicyjnej. Studiował nauki polityczne, historię gospodarczą i filozofię na Uniwersytecie w Uppsali. Uzyskał licencjat z ekonomii, rozpoczął (ostatecznie nieukończone) studia doktoranckie na Uniwersytecie w Sztokholmie. Był w tym czasie przewodniczącym związku studenckiego w Uppsali i wiceprzewodniczącym krajowej konfederacji konserwatywnych i liberalnych studentów (Fria moderata studentförbundet).
Na początku lat 90. pracował jako dziennikarz pisma "Svenska Dagbladet". Po utworzeniu w 1991 rządu Carla Bildta objął stanowisko doradcy politycznego w biurze premiera. Od 1994 pracował w sektorze bankowym, m.in. jako dyrektor departamentu analiz gospodarczych w Skandinaviska Enskilda Banken. Od 2001 do 2002 pełnił funkcję doradcy ds. polityki monetarnej w Szwedzkim Banku Narodowym. Następnie został etatowym pracownikiem partii koalicyjnej jako główny ekonomista i dyrektor administracyjny tego ugrupowania.
Po wygranych przez centroprawicową koalicję wyborach parlamentarnych w 2006 objął stanowisko ministra finansów w gabinecie Fredrika Reinfeldta. Utrzymał tę funkcję również po rekonstrukcji dokonanej po wyborach w 2010. Zakończył urzędowanie w 2014.